# 1135 Colchis
1135 Colchis är en asteroid i huvudbältet som upptäcktes den 3 oktober 1929 av den ryske astronomen Grigorij N. Neujmin vid Simeizobservatoriet på Krim. Dess preliminära beteckning var 1929 TA. Den fick senare namn efter det antika kungariket Kolchis.
Colchis senaste periheliepassage skedde den 16 december 2020. Dess rotationstid har beräknats till 23,47 timmar.